# Большая Именная (деревня)
Большая Именная — деревня в Нижнетуринском муниципальном округе Свердловской области России. Ранее деревня входила в состав Выйского сельсовета города Нижней Туры.

## Географическое положение
Деревня Большая Именная находится в 7 километрах (по дороге в 13 километрах) к югу от города Нижней Туры, в 2 километрах ниже устья реки Малой Именной (левого притока Туры), на лесистом западном берегу Нижнетуринского пруда. Юго-восточнее деревни Большой Именной находится деревня Малая Именная.

## Инфраструктура
В деревне Большой Именной нет школы и детского сада. Жители посёлков Большая Выя, Малая Выя, деревень Большой и Малой Именных закреплены за школой № 7 посёлка ГРЭС города Нижней Туры. Ввиду отсутствия предприятий жители деревень Большой Именной и Малой Именной трудоустроенны в городе. В деревне работают следующие учреждения инфраструктуры:
- дом культуры (сельский клуб) с библиотекой;
- фельдшерско-акушерский пункт;
- отделение «Почты России»;
- продуктово-хозяйственный магазин.

Добраться до деревни можно на пригородном автобусе из города Нижней Туры.

## Население
| 2002 | 2010 | 2021 |
| ---- | ---- | ---- |
| 138  | ↗151 | ↘110 |